# Daigu
Daigu (kinesiska: 岱崮镇, 岱崮) är en köping i Kina. Den ligger i provinsen Shandong, i den östra delen av landet, omkring 130 kilometer sydost om provinshuvudstaden Jinan. Antalet invånare är 42790. Befolkningen består av 21 382 kvinnor och 21 408 män. Barn under 15 år utgör 14,0 %, vuxna 15-64 år 71 %, och äldre över 65 år 14,0 %.
Genomsnittlig årsnederbörd är 938 millimeter. Den regnigaste månaden är juli, med i genomsnitt 328 mm nederbörd, och den torraste är januari, med 6 mm nederbörd.